# Stanovoe
Stanovoe (in russo Становое?) è un villaggio della Russia europea, situato nell'oblast' di Lipeck; è il centro amministrativo del distretto Stanovljanskij.